# Giuseppe Tucci

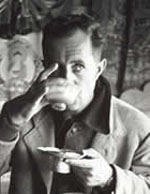
Giuseppe Tucci beim Genuss von Buttertee in Tibet

Giuseppe Tucci (* 5. Juni 1894 in Macerata; † 5. April 1984 in San Polo dei Cavalieri bei Rom) war ein italienischer Orientalist, der sich auf Tibet und die Geschichte des Buddhismus spezialisiert hatte.

## Leben
Tucci entstammte einer Mittelschichtfamilie in Macerata. Bevor er 1911 zur Universität ging, erlernte er autodidaktisch Hebräisch, Chinesisch, Persisch und Sanskrit. Mit achtzehn Jahren veröffentlichte er eine Sammlung lateinischer Inschriften in der Zeitschrift des Deutschen Archäologischen Instituts. 1914 publizierte er erstmals auf dem Feld der Orientalistik über altiranische Religion und chinesische Philosophie. Mit Unterbrechungen durch den Ersten Weltkrieg studierte er bis 1919 an der Universität Rom.
Nach seinem Abschluss reiste er nach Indien und ließ sich an der von Rabindranath Tagore gegründeten Visva-Bharati University nieder: hier studierte er Buddhismus, Tibetisch und Bengalisch und unterrichtete Italienisch und Chinesisch. Darüber hinaus studierte und unterrichtete er an der University of Dhaka, der Banaras Hindu University und der University of Calcutta. Anfang 1931 kehrte er nach Italien zurück.
Tucci war einer der wichtigsten Orientalisten Italiens seiner Zeit. Er hatte ein breitgefächertes Forschungsgebiet, das von iranischer Religion bis hin zu chinesischer Philosophie reichte. Ab 1932 lehrte er vornehmlich an der Universität Rom, war jedoch auch oft Gastdozent an europäischen wie asiatischen Universitäten.
Die Universität Neapel L’Orientale (Istituto Universitario Orientale di Napoli) richtete für ihn den ersten Lehrstuhl für chinesische Sprache und Literatur ein. Im Jahr 1933 gründete er mit dem Philosophen Giovanni Gentile das italienische Institut für den Mittleren und Fernen Osten (Istituto italiano per il Medio ed Estremo Oriente kurz IsMEO) mit Sitz in Rom. Er organisierte ab 1955 mehrere pionierhafte archäologische Grabungen, unter anderem im Swat-Tal im heutigen Pakistan, in Ghazni in Afghanistan, in Persepolis im Iran und im Himalaya.
Tucci war zudem Begründer des italienischen Nationalmuseums für orientalische Kunst, wo sich heute viele der von ihm gesammelten Fundstücke befinden. Er wurde 1953 und 1973 mit dem Verdienstorden der Italienischen Republik ausgezeichnet. Im Jahr 1978 erhielt er den indischen Jawaharlal-Nehru-Preis, 1979 den Balzan-Preis für Geschichte (ex aequo mit Ernest Labrousse) „für seine sensationellen Entdeckungen im Orient und seine bedeutenden Geschichtsstudien, welche den Beweis für die gegenseitige Abhängigkeit der kulturellen Entwicklung Asiens und Europas erbringen“.
Seit 1955 gehörte Tucci dem Wissenschaftlichen Beirat der Sachbuchreihe Rowohlts deutsche Enzyklopädie an. Seit 1959 war er korrespondierendes Mitglied der British Academy.

## Schriften
Giuseppe Tucci verfasste im Laufe seines Lebens rund 360 Schriften, hier eine Auswahl:
- Indo-tibetica 1: Mc'od rten e ts'a ts'a nel Tibet indiano ed occidentale: contributo allo studio dell'arte religiosa tibetana e del suo significato. Rom 1932.
- Indo-tibetica 2: Rin c'en bzan po e la rinascita del buddhismo nel Tibet intorno al Mille. Rom 1933.
- Cronaca della missione scientifica Tucci nel Tibet occidentale (1933). Rom 1934.
- Indo-tibetica 3: I templi del Tibet occidentale e il loro simbolismo artistico. 2 Bd. Rom 1935–1936.
- Santi e briganti nel Tibet ignoto: diario della spedizione nel Tibet occidentale 1935. Mailand 1937.
- Indo-tibetica 4: Gyantse ed i suoi monasteri. 3 Bd. Rom 1941.
- Asia religiosa. Rom 1946.
- Tibetan Painted Scrolls, 3 Bd. Rom 1949.
- Teoria e pratica del Mandala. Rom 1949.
- Italia e Oriente. Mailand 1949.
- Tibetan folksongs from the district of Gyantse. Ascona 1949. (zweite Auflage. 1966)
- The Tombs of the Tibetan Kings. Rom 1950.
- A Lhasa e oltre. Rom 1950.
- Tra giungle e pagode. Rom 1953.
- Preliminary report on two scientific expeditions in Nepal. Rom 1956.
- Storia della filosofia indiana. Bari 1957.
- Nepal: alla scoperta dei Malla. Bari 1960.
- Die Religionen Tibets. In: Giuseppe  Tucci, Walther Heissig: Die Religionen Tibets und der Mongolei. Stuttgart 1970 (Die Religionen der Menschheit, Bd. 20)